# فاتن أنور
فاتن أنور (29 يناير 1941 - 12 أغسطس 2012) هي ممثلة مصرية.

## حياتها ونشأتها
فاتن أنور من مواليد القاهرة عام 1941، تخرجت في قسم اللغة الإنجليزية بكلية الآداب جامعة عين شمس عام 1962، وسافت مع زوجها الأديب وحيد النقاش إلي فرنسا، حيث أمضت في الغربة بصحبته ثلاث سنوات خلال الفترة من 1968 إلى 1971، لتعود إلي القاهرة مباشرة بعدما وفاته، ولديها منه سها وخالد.

## مسيرتها
- بدأت حياتها الفنية سنة 1962 بالالتحاق بفرق التلفزيون المسرحية بعد اجتيازها مسابقات قبول داخل المسرح.

- كانت أول أعمالها الملحوظة مشاركتها في بطولة «ثم تشرق الشمس» سنة 2691، التحقت بعدها سنة 5691 بفرقة «مسرح الجيب» والتي شاركت من خلالها في بطولة عرضين، وذلك قبل الانضمام لفرقة المسرح القومي عام 7691، والتي ظلت دائما تعتز بالانتماء إليها، واحتفظت بعضويتها حتي بلوغها سن التقاعد، وعادت إليها بعد وفاة زوجها سنة 1791 بعد عودتها إلي القاهرة وقد استأنفت بعد العمل بها، وشاركت في بطولة أكثر من عشرة مسرحيات.[4]

- استطاعت ترجمة بعض القصص القصيرة والمسرحيات مما تعلمته من زوجها النقاش، ومن أهم الأعمال المسرحية التي ترجمتها «مسرحية المتاهة» للكاتب فرناندو أرابال، وقدمت المسرحية من خلال فرقة مسرح الطليعة عام 1995.[5]